# Ipomoea argyrophylla
Ipomoea argyrophylla är en vindeväxtart som beskrevs av Wilhelm Vatke. Ipomoea argyrophylla ingår i släktet praktvindor, och familjen vindeväxter. Inga underarter finns listade i Catalogue of Life.